# Marie Touchet
Marie Touchet, född 1549, död 1638, var älskarinna till Karl IX av Frankrike mellan 1566 och 1574.

## Biografi
Marie Touchet var dotter till hugenottlöjtnanten Jean Touchet och Marie Mathy, borgare från Orléans. Hon träffade Karl IX under dennes resa runt landet i Orléans 1566, då han blev förälskad i henne och inledde ett förhållande med henne. Marie Touchet kom med sin intelligens och sitt kultiverade sätt att utöva ett stort inflytande över honom. Hon födde honom två söner. Karl försökte länge dölja relationen vid hovet för att han var rädd att hans mor skulle bli missnöjd med den, och även sedan den blev känd var hon aldrig officiell mätress.
Karl IX dog 1574. Marie Touchet och hennes barn omhändertogs då av Karls bror, den nye monarken, som tog ekonomiskt ansvar för dem. År 1578 blev hon bortgift med adelsmannen François de Balzac, seigneur d'Entragues, guvernör i Orléans, och med honom fick hon två döttrar, bland annat Henriette d'Entragues, som sedermera blev mätress till Henrik IV av Frankrike.